# Tony Hadley

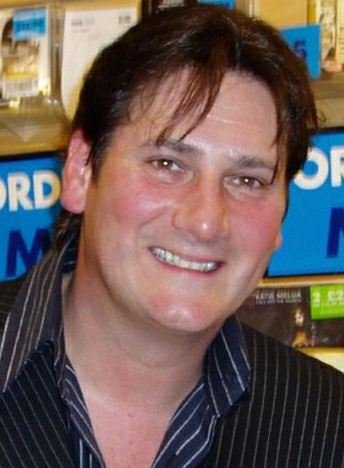
Tony Hadley, 2006

Anthony Patrick Hadley (* 2. června 1960) je anglický zpěvák, skladatel, příležitostný herec a rozhlasový moderátor. Proslavil se v roce 1980 jako vedoucí zpěvák z new wave kapely Spandau Ballet před zahájením sólové kariéry následující rozdělení skupiny v roce 1990. Hadley je rozpoznatelný pro jeho pěkný obraz, stejně jako jeho mocný blue-eyed soul hlas, který byl popsán podle AllMusic jako "dramatický kolísavý tón". Byl charakterizován jako "nejlepší zpěvák" od BBC.

## Život
Anthony Patrick Hadley se narodil jako nejstarší ze tří dětí v Royal Free Hospital v Hampstead, Severní Londýn. Má sestru, Lee, a bratra, Steva. Jeho otec, Patrick Hadley, pracoval jako elektro-inženýr pro Daily Mail, a jeho matka, Josephine, pracovala pro místní zdravotní orgán. Hadley navštěvoval Dame Alice Owen ' s Grammar School v Anglii.

## Spandau Ballet
Spandau Ballet byl založen v roce 1976 jako The Cut, s Gary Kemp, Steve Norman, John Kyblík, Michael Ellison a Tony Hadley, kteří byli všichni studenti na stejném gymnáziu. Jako člen Spandau Ballet, Hadley si užíval mezinárodní úspěch v roce 1980, včetně hitů jako je "True", "Gold" a "Through the Barricades", stejně jako se objeví na Live Aid v roce 1985. Spandau Ballet byla rozpuštěna v roce 1989 poté, co jejich poslední studiové album, Heart Like a Sky, nedokázalo se vyrovnat kritickému a komerčnímu úspěchu jejich dřívějších alb, jako je True a Parade. Heart Like a Sky nebylo vydáno ve Spojených státech.

## Diskografie

### Živá alba
- Únor 28, 2000 – Obsession
- Únor 18, 2002 – Obsession Live (re-issue)
- Červen 9, 2003 - Reborn
- Květen 3, 2004 - Tony Hadley vs. Peter Cox & Go West
- Únor 21, 2005 - Tony Hadley vs. Martin Fry & ABC
- Červen 4, 2007 - The Kings of Swing (Tony Hadley & Tony Bennett)
- Říjen 5, 2009 - An Evening of Gold (Hadley, Norman & Keeble)
- Září 16, 2013 – Live from Metropolis Studios (CD+DVD)

### Singly
| Datum vydání      | Píseň                                                                                 | Pozice v žebříčku | Album               |
| Datum vydání      | Píseň                                                                                 | UK                | Album               |
| ----------------- | ------------------------------------------------------------------------------------- | ----------------- | ------------------- |
| Únor 24, 1992     | "Lost in Your Love"                                                                   | 42                | The State of Play   |
| Srpen 17, 1992    | "For Your Blue Eyes Only"                                                             | 67                | The State of Play   |
| Leden 4, 1993     | "The Game of Love"                                                                    | 72                | The State of Play   |
| Září 11, 1996     | "Build Me Up"                                                                         | 89                |                     |
| Duben 28, 1997    | "Dance with Me" (Tin Tin Out feat. Tony Hadley)                                       | 35                | Always              |
| Listopad 10, 1997 | "First of May"                                                                        | -                 | Tony Hadley         |
| Únor 16, 1998     | "Dance with Me"                                                                       | -                 | Tony Hadley         |
| Duben 1998        | "Save a Prayer"                                                                       | -                 | Tony Hadley         |
| Listopad 2000     | "Will U Take Me"                                                                      | -                 | Non-album Single    |
| Září 17, 2001     | Tony Hadley EP:"Get So Lonely" / "Beautiful Girl" "Follow Me" / "Have I the Right"    | -                 | Non-album Single    |
| Duben 1, 2002     | "Feel You" (Marc et Claude feat. Tony Hadley)                                         | -                 | You Own the Sound   |
| Květen 2002       | "Sweet Surrender"                                                                     | -                 | Non-album Single    |
| Listopad 2006     | "The Mood I'm In"                                                                     | -                 | Passing Strangers   |
| Leden 2007        | "Wives & Lovers"                                                                      | -                 | Passing Strangers   |
| Duben 2007        | "The Good Life"                                                                       | -                 | Passing Strangers   |
| Leden 28, 2011    | "Goodbye Malinconia" (Caparezza feat. Tony Hadley)                                    | -                 | Il sogno eretico    |
| Červenec 21, 2014 | "Gold" (GBX vs. Johnny F feat. Tony Hadley)                                           | -                 | Non-album Single    |
| Srpen 14, 2014    | "Take Back Everything"                                                                | 89                | Talking to the Moon |
| Listopad 3, 2014  | "Happy Birthday JC" (Tree of Hope feat. Tony Hadley, Paul Young & Aspire Arts Academ) | -                 | Non-album Single    |
| Listopad 18, 2016 | "Through the Barricades" (Funky Voices with Tony Hadley)                              | -                 | Non-album Single    |
| Květen 1, 2018    | "Tonight Belongs to Us"                                                               | -                 | Talking to the Moon |
| Červenec 27, 2018 | "Take Back Everything" (re-issue)                                                     | -                 | Talking to the Moon |